# ぞめきのくに
『ぞめきのくに』（英題：Her Beat）は、2019年の日本映画。
東京で生まれ育った女子高生が、両親の離婚を機に母の生まれ故郷である徳島県に母と共に移り住み、文化や言葉の違いに戸惑いながらも、人々との交流や阿波踊りとの出会いによって少しずつ成長していく一夏の物語。
すべてのシーンを徳島で撮影。地元キャストを大々的に募り、阿波おどり振興協会所属「阿呆連」全面協力のもと製作された。

## キャスト
- 佐伯未紗：葉月ひとみ
- 佐伯早苗：美紗央
- 坂東和葉：北島愛子
- 加地隼人：幸地生剛
- 副連長：立川真千
- 坂東真也：秦雅也

## スタッフ
- 監督：友利翼
- 脚本・音楽：川人千慧
- プロデューサー：シュロトハワークリスティン
- 撮影・編集：地村俊也
- 照明：岩丸晴一
- 録音：古屋裕規
- ヘアメイク：ASUKA TAKEI
- 助監督：清本章太
- 撮影助手：岸田卓己
- 制作：盛岡明日香、犬飼佑子
- 阿波踊り指導：阿呆連、江戸っ子連
- 宣伝協力：株式会社ハラダ
- 美粧協力：江原道
- ロケ協力：徳島県ロケーション・サービス[4]、徳島県立城ノ内中学校・高等学校[5]、独立行政法人水資源機構、東新町商店街
- 制作プロダクション：ムサシノキネマ商会

## 受賞・ノミネート
- 4Ｋ･VR徳島映画祭2019 あわ文化振興部門映像賞[6]
- ショートショートフィルムフェスティバル＆アジア2020 ジャパン部門ノミネート[7]
  - ジャパン部門ベストアクターアワード（葉月ひとみ）[8][9]